# Phytomyza frontalis
Phytomyza frontalis är en tvåvingeart som först beskrevs av Johann Wilhelm Meigen 1830.  Phytomyza frontalis ingår i släktet Phytomyza och familjen minerarflugor.
Artens utbredningsområde är Tyskland. Inga underarter finns listade i Catalogue of Life.